# Villa Puccini
Villa Puccini, appartenuta al celebre compositore operistico Giacomo Puccini, è un monumento nazionale italiano situato a Torre del Lago Puccini, una frazione di Viareggio in provincia di Lucca, sulle rive del lago di Massaciuccoli. La villa oggi è sede del Museo Villa Puccini, che è stato gestito da Simonetta Puccini, nipote di Giacomo, fino alla sua morte.

## Storia e descrizione
L'acquisto da parte del compositore risale al 1898, incantato dalla tranquillità della riva del lago, dopo averci soggiornato sin dal 1891 come affittuario dei proprietari, i Duchi d'Austria.
L'edificio venne completamente distrutto e ricostruito, secondo un progetto frutto della collaborazione tra Puccini, De Servi, Nomellini, Galileo Chini e l'architetto Vincenzo Pilotti.

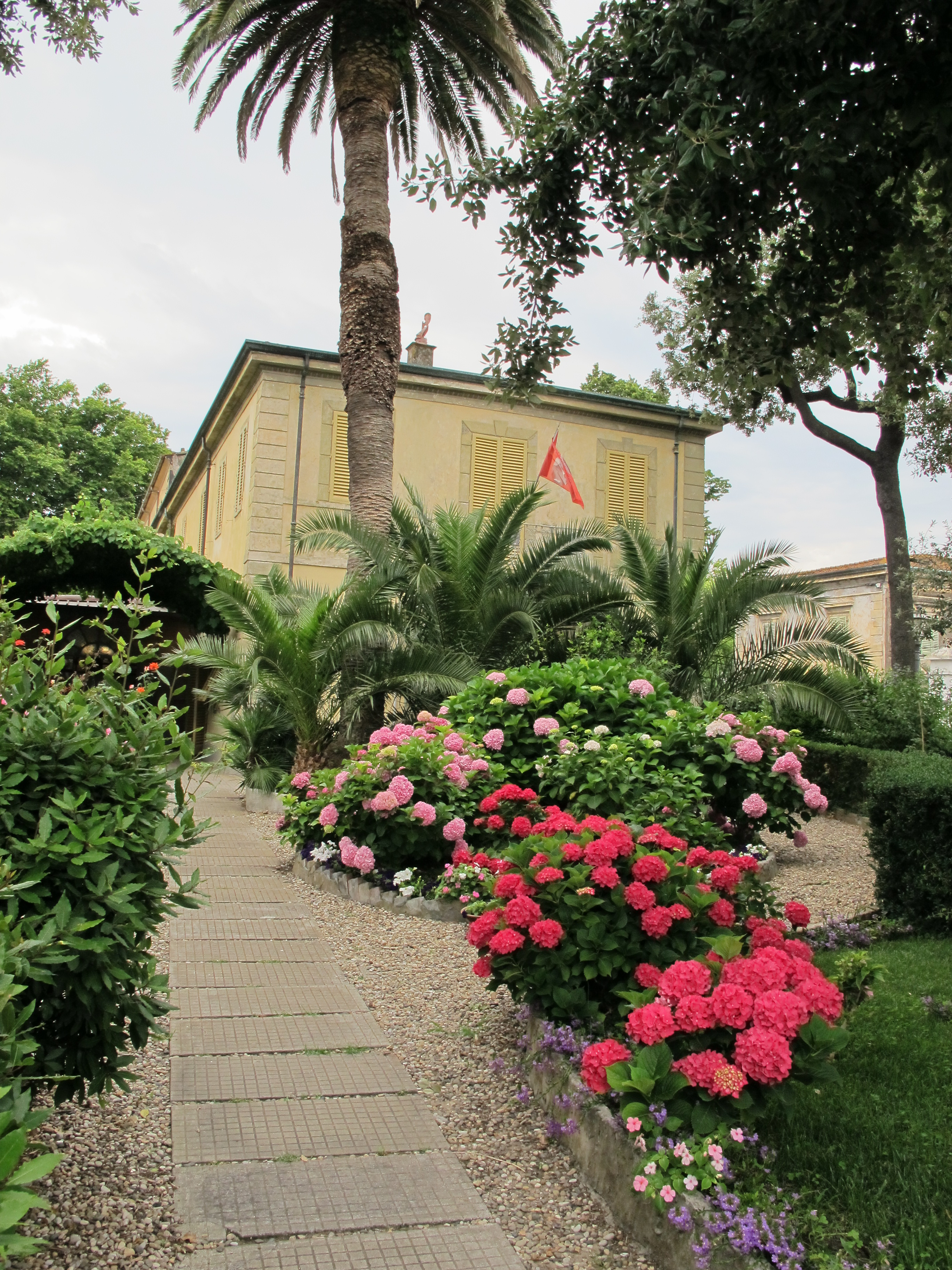
Giardino

La semplicità dell'esterno dell'edificio, a pianta rettangolare a due piani, contrasta con le ricche decorazioni eclettiche degli interni che caratterizzano ogni stanza in base alla sua funzione: la sala del pianoforte, o della scrittura, il salottino, il soggiorno (con un pannello ceramico di Chini sul caminetto) e la cappella, decorata da Adolfo De Carolis, dove è sepolto il compositore insieme alla moglie, al figlio, alla nuora e alla nipote.
Il piccolo giardino, che originariamente era lambito dal lago, si ispira nelle dimensioni e nelle aiuole ornate di pietre, al giardino giapponese. Il collegamento tra edificio e giardino avviene mediante un bovindo in ferro e vetro. Vicino alla riva è stato collocato un monumento bronzeo che rappresenta il Maestro.